# Orlaya daucoides
Orlaya daucoides es una especie de planta herbácea perteneciente a la familia Apiaceae. 

## Descripción
Es una hierba con tallos de 10-45 cm de altura, estriados, frecuentemente pubescentes en la base. Hojas basales 2-3 (-4) pinnatisectas, con lóbulos terminales oblongos y pecíolo y nervios híspidos; las caulinares 2 (-3) pinnatisectas. Las inflorescencias en umbelas con 2-4 radios glabros y 2-3 brácteas lanceoladas aproximadamente de 1/2 de la longitud de los radios, con margen escarioso frecuentemente ciliado. Umbelas de segundo orden con (2-) 3-5 bracteolas oblongas u obovadas, con margen escarioso ancho. Dientes del cáliz de 0,6-1,2 mm, bien desarrollados. Frutos de 9-18 x 9-14 mm, incluidas las espinas, de contorno elíptico u ovado. Estilos 1-2 mm, erectos. Espinas tan largas o más largas que la anchura del fruto, con ápice curvado, confluentes en la base, purpúreas, rara vez azuladas o amarillo-pajizas. Tiene un número de cromosomas de 2n = 16 (Cádiz). Florece de abril a mayo.

## Distribución y hábitat
Se encuentra en herbazales y cultivos, preferentemente en suelos básicos; a una altitud de 0-1400 m. en la región mediterránea, Cáucaso, Azerbaiyán, Norte de Irán, N de Irak. En España principalmente en el S y E de la península ibérica,[] y Baleares.

## Taxonomía
Orlaya daucoides fue descrita por  Werner Rodolfo Greuter y publicado en Boissiera 13: 92(1972)
Citología
Número de cromosomas de Orlaya daucoides (Fam. Umbelliferae) y táxones infraespecíficos: 2n=20. 2n=16
Sinonimia
- Orlaya kochii Heyw.
- Orlaya platycarpos Koch	[5]

## Nombres comunes
- Castellano: abrepuños, cachorra, cachorro, cachorros, cachurros, cadejos, cadillos, caillos.[6]